# Sierlijke schubpoothagedis
De sierlijke schubpoothagedis (Pletholax gracilis) is een hagedis die behoort tot de gekko's en de familie heuppotigen (Pygopodidae).

## Naam en indeling
De wetenschappelijke naam van de soort werd voor het eerst voorgesteld door Edward Drinker Cope in 1864. Oorspronkelijk werd de naam Pygopus gracilis gebruikt. Het was lange tijd de enige soort uit het geslacht Pletholax, tot in 2020 de enige ondersoort Pletholax gracilis edelensis als een aparte soort werd erkend; Pletholax edelensis.
De soortaanduiding gracilis betekent vrij vertaald 'slank'.

## Uiterlijke kenmerken
De hagedis heeft een slangachtig, pootloos lichaam, de pootjes zijn bij sommige heuppotigen gereduceerd tot kleine flapjes maar zijn bij deze soort geheel verdwenen. De lichaamslengte bedraagt tot ongeveer acht centimeter exclusief de staart. De hagedis is te herkennen aan de sterk gekielde schubben over het gehele lichaam, inclusief de buikzijde. De gehoorsopeningen zijn geexposeerd, in tegenstelling tot de verwante soort Pletholax edelensis.

## Levenswijze
De sierlijke schubpoothagedis is een bodembewoner die zowel graaft als door het zand kan 'zwemmen', maar ook wel in lagere vegetatie te vinden is. Op het menu staan vooral termieten, maar ook nectar wordt wel opgenomen. De vrouwtjes zetten eieren af, dit zijn er altijd twee per legsel.

## Verspreiding en habitat
De hagedis komt endemisch voor in Australië en alleen in de staat West-Australië. De habitat bestaat uit gematigde bossen, mediterrane scrublands en met struiken begroeide draslanden.

## Beschermingsstatus
Door de internationale natuurbeschermingsorganisatie IUCN is de beschermingsstatus 'veilig' toegewezen (Least Concern of LC).